# Briggan Krauss

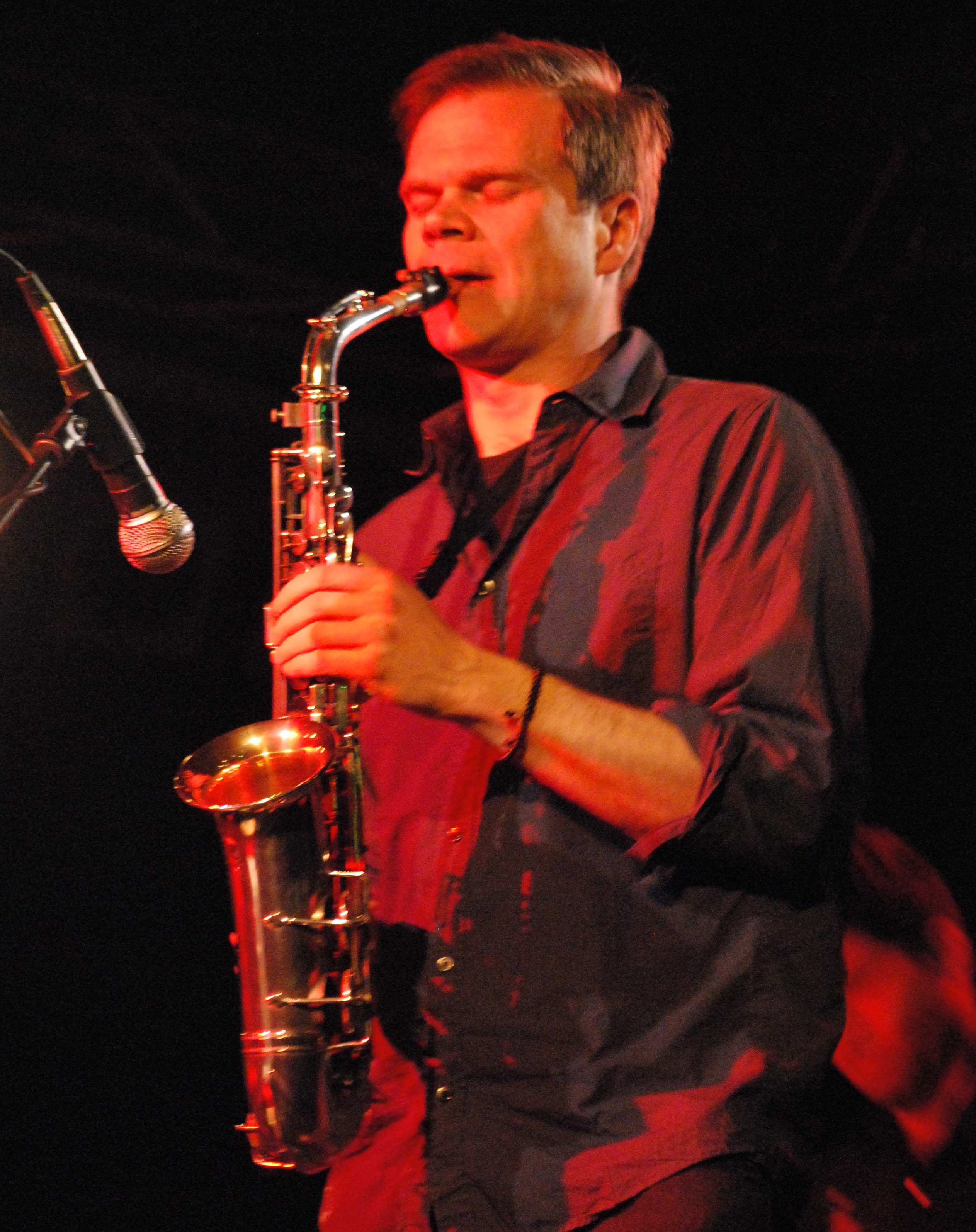
Briggan Krauss bei einem Auftritt mit Sex Mob 2010

Briggan Krauss ist ein US-amerikanischer Musiker (Altsaxophon, auch Baritonsaxophon, Klarinette) des Modern Creative und Klangkünstler. Wolf Kampmann zufolge gilt er als einer der meistbeschäftigten Saxophonisten der New Yorker Jazzszene.

## Leben und Wirken
Krauss ging in Lake Oswego auf die Highschool und studierte dann elektronische Musik und Musiktheorie am Cornish College of the Arts in Seattle. Dort arbeitete er in der lokalen Szene und gründete mit Brad Shepik und Aaron Alexander das Trio Babkas. Er wurde auch Mitglied des Pig Pen-Quartetts von Wayne Horvitz, mit dem er international auf Tournee war. 1994 zog er nach New York City, wo er zunächst bei Myth Science die Musik von Sun Ra interpretierte und im Trio von Andrea Parkins spielte. 1995 war er Gründungsmitglied von Sex Mob und gehört der Band bis heute an; daneben verfolgte er eigene Projekte: Auf seinem Album Good Kitty (1996) mit Chris Speed und Michael Sarin orientierte er sich kompositorisch an Horvitz, mit dem und Kenny Wollesen er auch das von der Kritik herausgestellte Album 300 einspielte. In seinem Trio H-alpha tritt er mit Jim Black und Ikue Mori auf.
Seit dem Jahr 2000 hat er sich verstärkt der Komposition gewidmet und zwei Alben mit elektronischer Musik vorgelegt. Seine Oktettkomposition Lensing wurde 2002 uraufgeführt. Mit Kato Hideki erarbeitete er die Klang- und Videoinstallation Zure (2007). Er ist auch an zahlreichen Produktionen von Hal Willner beteiligt und auf Aufnahmen von Andrew Drury, Jerry Granelli, Bill Frisell und Satoko Fujii zu hören.

## Diskographische Hinweise
- Good Kitty (1996, Knitting Factory)
- Descending to End (2000)
- Object # 1
- Object # 2
- H-alpha Red Sphere
- Art of the Saxophone: The Lethe Lounge Sessions (2019)
- Dom Minasi, Hans Tammen, Harvey Valdes, Briggan Krauss: Eight Hands One Mind (2021)

## Lexigraphischer Eintrag
- Wolf Kampmann (Hrsg.), unter Mitarbeit von Ekkehard Jost: Reclams Jazzlexikon. Reclam, Stuttgart 2003, ISBN 3-15-010528-5.